# Tashkent Open 2018 - Qualificazioni singolare
Le qualificazioni del singolare femminile del Tashkent Open 2018 sono state un torneo di tennis preliminare per accedere alla fase finale della manifestazione. Le vincitrici dell'ultimo turno sono entrate di diritto nel tabellone principale. In caso di ritiro di una o più giocatrici aventi diritto a queste sono subentrati le lucky loser, ossia le giocatrici che hanno perso nell'ultimo turno ma che avevano una classifica più alta rispetto alle altre partecipanti che avevano comunque perso nel turno finale.

## Teste di serie
1. Anastasia Potapova (qualificata)
2. Conny Perrin (primo turno)
3. Fanny Stollár (qualificata)
4. Viktoriya Tomova (primo turno)

1. Misaki Doi (ultimo turno)
2. Harriet Dart (primo turno)
3. Elena Rybakina (primo turno)
4. Bibiane Schoofs (ultimo turno)

## Qualificate
1. Anastasia Potapova
2. Ivana Jorović

1. Fanny Stollár
2. Dejana Radanović

## Tabellone

### Legenda
| - Q = Qualificato - WC = Wild card - LL = Lucky loser | - ALT = Alternate - SE = Special Exempt - PR = Protected Ranking | - w/o = Walkover - r = Ritirato - d = Squalificato |

### Sezione 1
|  | Primo turno | Primo turno         | Primo turno         | Primo turno | Primo turno |  |  | Ultimo turno | Ultimo turno       | Ultimo turno | Ultimo turno | Ultimo turno |  |
|  |             |                     |                     |             |             |  |  |              |                    |              |              |              |  |
|  | 1           | Anastasia Potapova  | Anastasia Potapova  | 6           | 6           |  |  |              |                    |              |              |              |  |
|  | WC          | Yasmina Karimjanova | Yasmina Karimjanova | 3           | 1           |  |  | 1            | Anastasia Potapova | 65           | 6            | 6            |  |
|  |             | Amandine Hesse      | Amandine Hesse      | 3           | 2           |  |  | 5            | Misaki Doi         | 7            | 3            | 2            |  |
|  | 5           | Misaki Doi          | Misaki Doi          | 6           | 6           |  |  |              |                    |              |              |              |  |

### Sezione 2
|  | Primo turno | Primo turno        | Primo turno        | Primo turno | Primo turno |  |  | Ultimo turno | Ultimo turno    | Ultimo turno    | Ultimo turno | Ultimo turno |  |
|  |             |                    |                    |             |             |  |  |              |                 |                 |              |              |  |
|  | 2           | Conny Perrin       | 6                  | 64          | 4           |  |  |              |                 |                 |              |              |  |
|  |             | Ivana Jorović      | 1                  | 7           | 6           |  |  |              | Ivana Jorović   | Ivana Jorović   | 7            | 6            |  |
|  | WC          | Akgul Amanmuradova | Akgul Amanmuradova | 5           | 3           |  |  | 8            | Bibiane Schoofs | Bibiane Schoofs | 6(1)         | 3            |  |
|  | 8           | Bibiane Schoofs    | Bibiane Schoofs    | 7           | 6           |  |  |              |                 |                 |              |              |  |

### Sezione 3
|  | Primo turno | Primo turno      | Primo turno | Primo turno | Primo turno |  |  | Ultimo turno | Ultimo turno  | Ultimo turno  | Ultimo turno | Ultimo turno |  |
|  |             |                  |             |             |             |  |  |              |               |               |              |              |  |
|  | 3           | Fanny Stollár    | 6           | 3           | 6           |  |  |              |               |               |              |              |  |
|  |             | Barbora Štefková | 4           | 6           | 1           |  |  | 3            | Fanny Stollár | Fanny Stollár | 7            | 6            |  |
|  |             | Varvara Flink    | 6           | 3           | 6           |  |  |              | Varvara Flink | Varvara Flink | 64           | 3            |  |
|  | 7           | Elena Rybakina   | 4           | 6           | 3           |  |  |              |               |               |              |              |  |

### Sezione 4
|  | Primo turno | Primo turno      | Primo turno      | Primo turno | Primo turno |  |  | Ultimo turno | Ultimo turno     | Ultimo turno     | Ultimo turno | Ultimo turno |  |
|  |             |                  |                  |             |             |  |  |              |                  |                  |              |              |  |
|  | 4           | Viktoriya Tomova | Viktoriya Tomova | 2           | 4           |  |  |              |                  |                  |              |              |  |
|  |             | Dejana Radanović | Dejana Radanović | 6           | 6           |  |  |              | Dejana Radanović | Dejana Radanović | 7            | 7            |  |
|  |             | Alexandra Panova | 4                | 6           | 6           |  |  |              | Alexandra Panova | Alexandra Panova | 5            | 5            |  |
|  | 6           | Harriet Dart     | 6                | 1           | 1           |  |  |              |                  |                  |              |              |  |